# Велика Док'я (Вавозький район)
Велика До́к'я (рос. Большая Докья, удм. Покчивуко) — присілок у Вавозькому районі Удмуртії, Росія.

## Населення
Населення — 14 осіб (2010; 22 в 2002).
Національний склад (2002):
- росіяни — 68 %
- удмурти — 32 %

## Історія
Назва присілка походить від назви одного з удмуртських воршудів — Док'я. За даними 10-ї ревізії 1859 року у 25 дворах присілка Покциуко проживало 177 осіб. 1925 року була утворена Великодок'їнська сільська рада. 1929 року присілок увійшло до складу Вавозького району. 1954 року сільрада була ліквідована, а присілок відійшло до Гурезь-Пудгинської сільської ради.

## Відомі люди
1898 року в присілку народився відомий удмуртський поет та письменник Кузебай Герд (Чайников Кузьма Павлович). 1895 року тут була збудована земська школа, у якій він викладав. 1967 року вона була перенесена до сусіднього присілка Велика Гурезь-Пудга, де 1998 року її перетворили на будинок-музей Кузебая Герда. На місці будинку письменника встановлено стелу.

## Урбаноніми:[3]
- вулиці — Кузебая Герда